# Grand Prix Brazílie 1978
Grand Prix Brazílie 1978 (oficiálně VII Grande Premio do Brasil) se jela na okruhu Jacarepagua v Rio de Janeiro v Brazílii dne 29. ledna 1978. Závod byl druhým v pořadí v sezóně 1978 šampionátu Formule 1.

## Závod
| Poř.   | No. | Jezdec             | Konstruktér        | Počet kol | Čas/Odstoupení  | Pořadí na startu | Body |
| ------ | --- | ------------------ | ------------------ | --------- | --------------- | ---------------- | ---- |
| 1      | 11  | Carlos Reutemann   | Ferrari            | 63        | 1:49:59.86      | 4                | 9    |
| 2      | 14  | Emerson Fittipaldi | Fittipaldi-Ford    | 63        | +49.13          | 7                | 6    |
| 3      | 1   | Niki Lauda         | Brabham-Alfa Romeo | 63        | +57.02          | 10               | 4    |
| 4      | 5   | Mario Andretti     | Lotus-Ford         | 63        | +1:33.12        | 3                | 3    |
| 5      | 17  | Clay Regazzoni     | Shadow-Ford        | 62        | +1 kolo         | 15               | 2    |
| 6      | 3   | Didier Pironi      | Tyrrell-Ford       | 62        | +1 kolo         | 19               | 1    |
| 7      | 9   | Jochen Mass        | ATS-Ford           | 62        | +1 kolo         | 20               |      |
| 8      | 2   | John Watson        | Brabham-Alfa Romeo | 61        | +2 kola         | 21               |      |
| 9      | 26  | Jacques Laffite    | Ligier-Matra       | 61        | +2 kola         | 14               |      |
| 10     | 36  | Riccardo Patrese   | Arrows-Ford        | 59        | +4 kola         | 18               |      |
| 11     | 27  | Alan Jones         | Williams-Ford      | 58        | +5 kol          | 8                |      |
| Ret    | 25  | Héctor Rebaque     | Lotus-Ford         | 40        | Fyzický problém | 22               |      |
| Ret    | 12  | Gilles Villeneuve  | Ferrari            | 35        | Motor           | 6                |      |
| Ret    | 8   | Patrick Tambay     | McLaren-Ford       | 34        | Motor           | 5                |      |
| Ret    | 7   | James Hunt         | McLaren-Ford       | 25        | Motor           | 2                |      |
| Ret    | 16  | Hans-Joachim Stuck | Shadow-Ford        | 25        | Palivový systém | 9                |      |
| Ret    | 20  | Jody Scheckter     | Wolf-Ford          | 16        | Nehoda          | 12               |      |
| Ret    | 6   | Ronnie Peterson    | Lotus-Ford         | 15        | Kolize          | 1                |      |
| Ret    | 22  | Danny Ongais       | Ensign-Ford        | 13        | Brzdy           | 23               |      |
| Ret    | 30  | Brett Lunger       | McLaren-Ford       | 11        | Přehřátí        | 13               |      |
| Ret    | 4   | Patrick Depailler  | Tyrrell-Ford       | 8         | Nehoda          | 11               |      |
| Ret    | 18  | Rupert Keegan      | Surtees-Ford       | 5         | Nehoda          | 24               |      |
| DNS    | 23  | Lamberto Leoni     | Ensign-Ford        | 0         | Převodovka      | 17               |      |
| DNS    | 10  | Jean-Pierre Jarier | ATS-Ford           |           | Vůz řídil Mass  | 16               |      |
| DNQ    | 37  | Arturo Merzario    | Merzario-Ford      |           |                 |                  |      |
| DNQ    | 32  | Eddie Cheever      | Theodore-Ford      |           |                 |                  |      |
| DNQ    | 19  | Vittorio Brambilla | Surtees-Ford       |           |                 |                  |      |
| DNQ    | 24  | Divina Galica      | Hesketh-Ford       |           |                 |                  |      |
| Zdroj: |     |                    |                    |           |                 |                  |      |

## Průběžné pořadí po závodě
Pohár jezdců
| Pořadí | Jezdec             | Body |
| ------ | ------------------ | ---- |
| 1      | Mario Andretti     | 12   |
| 2      | Niki Lauda         | 10   |
| 3      | Carlos Reutemann   | 9    |
| 4      | Emerson Fittipaldi | 6    |
| 5      | Patrick Depailler  | 4    |
| Zdroj: |                    |      |

Pohár konstruktérů
| Pořadí | Konstruktér        | Body |
| ------ | ------------------ | ---- |
| 1      | Lotus-Ford         | 12   |
| 2      | Brabham-Alfa Romeo | 10   |
| 3      | Ferrari            | 9    |
| 4      | Fittipaldi-Ford    | 6    |
| 5      | Tyrrell-Ford       | 5    |
| Zdroj: |                    |      |